# Усуи, Микао
Микао Усуи (яп. 臼井 甕男 Усуи Микао, 15 августа 1865 — 9 марта 1926) основатель духовной практики рэйки.
Микао (или Микаоми) — первое его имя произносится как Гиохо или Киохо (в Японии существовал древний обычай, согласно которому учитель давал своему ученику новое имя, чтобы порвать связь с прошлым и начать все заново. Иногда новое имя студент выбирал себе сам). Ещё мальчиком он был послан на обучение в буддийский монастырь, что заложило основу интереса к целительским практикам. Микао всегда мучил вопрос: почему Будда и его ученики могли исцелять физические недуги, и почему эта способность была утеряна? С 12 лет Микао Усуи серьёзно практиковал боевые искусства и в возрасте около 25 лет достиг высшего уровня Мэнкё Кайдэн. Продолжая свои тренировки согласно самурайским традициям, Микао Усуи достиг высших рангов в ряде других древнейших японских боевых стилей.
Микао Усуи был женат на женщине по имени Садако (девичья фамилия Судзуки). У них было двое детей — дочь Тосико и сын Фудзи. Тосико умерла в возрасте 22 лет, Фудзи продолжил дело отца и стал впоследствии мастером рэйки. Фудзи умер в 1945 году в возрасте 39 лет, и похоронен вместе с семьёй в Токио, в дзэн-буддийском храме Сайхо-дзи.
На Западе Микао Усуи привыкли называть доктором, а не сэнсэем, как в Японии. Он обладал большими познаниями в традиционной медицине, психологии, религиоведении, искусстве предсказаний, кико (японской разновидности цигуна) и других восточных боевых искусствах. В основу своей будущей системы он вложил знания и традиции восточной медицины, теории пяти элементов и даосских энергетических практик. Некоторые техники, описанные Микао Усуи в своем руководстве по целительству рэйки, такие, как поглаживание, сканирование и похлопывание, являются техниками кико. Большое влияние на будущую систему оказало изучение практики синтоизма и буддизма, в частности, буддизма Тэндай, к которому относились храмы священной горы Курама, и японского эзотерического Буддизма Сингон.
Длительное время занимаясь традиционным целительством (физическое исцеление) и обладая необходимыми знаниями и практическими навыками для духовного целительства, Микао Усуи решил синтезировать из этого единую систему. Для этого он начал медитировать в храмах священной горы Курама недалеко от «точки силы», пытаясь достичь сатори. В итоге он разработал способ воссоединения с энергией Вселенной, без долгих лет упражнений и трудных практик, помогающий человеку обрести здоровье духовное и физическое, назвав энергию Рэйки.
По окончании своих поисков Микао Усуи вернулся домой, чтобы наладить жизнь своей семьи и испробовать новую систему в действии. Убедившись в эффективности нового метода, Микао Усуи решил сделать энергию рэйки доступной для всех людей. Однако, чтобы иметь возможность практически использовать свою систему, Микао Усуи предстояло в течение семи лет доказывать жизнеспособность, благотворность и безвредность Рэйки, работая с больными людьми. После указанного срока Микао Усуи представил свои наблюдения и истории болезней своих пациентов правительству. Получив полное одобрение, Микао Усуи переехал в Токио и в апреле 1922 года открыл в Аояме, токийском пригороде, свою первую школу. В апреле того же года он основал духовное общество целителей, работающих по системе естественного исцеления посредством наложения рук «Усуи Рэйки Рёхо Гаккай» (яп. 臼井靈氣療法學會 Усуи рэйки рё:хо: гаккай). Его первым президентом стал сам Микао Усуи. Это общество было сформировано не столько для обучения людей, сколько для лечения. Из-за бедности люди не имели возможности пользоваться услугами врачей. Поэтому лечение в обществе Усуи было дешёвым и легко доступным. Вскоре в токийском квартале Харадзюку были открыты клиники Рэйки и новые школы. Усуи Рэйки Рёхо была создана, как система «ронин» (то есть не имеющая хозяина), чтобы ни один человек не смог предъявить права на владения ею. Это сделало систему Рэйки доступной каждому, кто желает практиковать её.
1 сентября 1923 года после полудня сильнейшее землетрясение разрушило Токио и Иокогаму. Сила толчков достигала 7,9 баллов по шкале Рихтера. Эпицентр землетрясения находился в 50 милях от Токио. По официальным данным, это стихийное бедствие, самое большое во всей истории Японии, унесло 174 000 жизней. Большинство людей погибло в пожарах, быстро распространившихся среди деревянных построек. Тысячи людей были искалечены, остались без крова. Исполненный скорби по погибшим, Микао Усуи призвал своё Общество на помощь оставшимся в живых. Самоотверженный труд принёс Микао Усуи и его методу исцеления Рэйки широкую известность во всей Японии.
Популярность Усуи и его системы росла с каждым днем. Старая клиника уже не могла вместить всех желающих, поэтому в феврале 1925 года в Накано была построена новая. К тому времени у него уже работало около сорока школ Рэйки. Отдыхать было некогда, Микао Усуи все время был в разъездах, везде его ждали люди. В одной из таких поездок в городе Фукуяма сердце Мастера не выдержало таких нагрузок. Перенеся несколько сердечных приступов, Микао Усуи умер 9 марта 1926 года в возрасте 60 лет. Даже накануне смерти он продолжал преподавать свою систему.
У Микао Усуи было множество учеников, семнадцать из них он посвятил в ранг учителей системы. Он завещал своим последователям учение о том, что Рэйки — это путь сострадания и мудрости, что это путь достижения счастья и гармонии.